# Linnaemya altaica
Linnaemya altaica là một loài ruồi trong họ Tachinidae.